# Maltaduva
Maltaduva (Columba melitensis) är en förhistorisk utdöd fågel i familjen duvor inom ordningen duvfåglar. Fågeln beskrevs 1890 utifrån subfossila lämningar funna på Malta.